# Zagato IsoRivolta GTZ
La IsoRivolta GTZ è un'autovettura prodotta in serie limitata dalla carrozzeria italiana Zagato dal 2020.
È stata candidata all'edizione 2021 del Concorso d'eleganza di Pebble Beach.

## Contesto
La IsoRivolta GTZ è stata concepita come un tributo al marchio Iso Rivolta. Il suo disegno si ispira alla Iso Grifo A3/C del 1965, versione stradale della A3 Corsa prodotta nel 1963 e vincitrice, nella sua categoria, della 24 ore di Le Mans 1964 e 1965. La GTZ presenta, infatti, dei richiami ad alcuni suoi elementi, come la posizione dei fanali anteriori e di quelli posteriori — di questi ultimi riprendendo anche i gruppi ottici sdoppiati —, le prese d'aria sul cofano e sulle fiancate e il motore di derivazione Corvette.
La IsoRivolta GTZ si basa sulla Chevrolet Corvette C7 Z06, la quale funge da auto donatrice. Rispetto a essa la GTZ esternamente presenta una nuova carrozzeria in fibra di carbonio, dei nuovi cerchioni più grandi, in lega forgiati e da 20″, e una nuova forma dello scarico centrale, mentre internamente è stata rimodellata la plancia, rivestita in pelle ed è stato riprogettato il tunnel centrale, disponibile in due versioni e rivestito in pelle o alluminio massiccio lavorato per fresatura (così come il resto degli elementi decorativi in alluminio dell'abitacolo). Le maniglie delle portiere sono a scomparsa e integrate nei montanti posteriori. 
A partire dall'arrivo dell'auto donatrice, la costruzione artigianale della IsoRivolta GTZ, che avviene da parte della Zagato, dura 5 mesi. 

## Caratteristiche
A seconda della versione della Corvette su cui la GTZ si basa, il cambio può essere un automatico a 8 rapporti o un manuale a 7 rapporti. Il motore, che nell'auto è montato in posizione anteriore centrale, è il General Motors LT4, ossia un V8 sovralimentato da 6,2 l di cilindrata che esprime una potenza di 660 CV e una coppia di 881 N·m a 3 600 giri/min.
I cerchioni sono in lega e da 20″ e presentano un disegno a 5 razze sdoppiate. Sono fissati ai mozzi tramite 5 bulloni.